# Sōsuke Aizen
Sōsuke Aizen (jap. 藍染惣右介 Aizen Sōsuke) – postać występująca w mandze i anime Bleach, jeden z shinigami. Był dowódcą piątej dywizji Gotei 13. Jego ostatnim zastępcą była Momo Hinamori (wcześniej był nim Gin Ichimaru). W opisie dziejów Soul Society sprzed 110 lat przedstawiony jest jako zastępca Shinji Hirako, ówczesnego dowódcy 5 oddziału.

## Opis postaci
Aizen to shinigami o wyglądzie spokojnego intelektualisty. Nosi standardowy strój dowódcy oraz okulary. Jest bardzo miły dla swych podwładnych i współpracowników. Nie jest to jednak jego prawdziwa natura. Sam nigdy nie wpada w gniew, ale też nikogo się nie boi – osiągnął bowiem limit możliwości dla shinigami.  Jest osobą bardzo ambitną i bezwzględną w dążeniu do celu.

## Zanpakutō
Kyōka Suigetsu (鏡花水月, Lustrzany kwiat wodnego księżyca), w zwykłej postaci wygląda jak katana. Mocą broni jest Kanzen Saimin (完全催眠, dosł. absolutna hipnoza), dzięki której Aizen może stworzyć iluzję każdej rzeczy. Nawet jeśli ofiara zdaje sobie sprawę, że jest pod działaniem hipnozy i tak nie może jej nie ulec. Warunkiem koniecznym do zahipnotyzowania przeciwnika jest, aby ten zobaczył moment w którym uwolniona zostaje moc zanpakutō (dlatego niewidomi nie ulegają iluzji). Komendą, której używa Aizen, jest "rozpadnij się, Kyōka Suigetsu" (砕けろ, 鏡花水月; Kudakero Kyōka Suigetsu).